# 瓦吉塔萊爾湖
47°5′22″N 8°55′16″E / 47.08944°N 8.92111°E
瓦吉塔萊爾湖（德語：Wägitalersee）是瑞士的人工湖泊，位於該國東部施維茨州，面積4.18平方公里，集水區面積42.7平方公里，海拔高度900米，最大水深65米，蓄水量1.5億立方米。

## 外部連結
- Powerplant Operator: NOK Wägital / AG Kraftwerk Wägital （页面存档备份，存于）

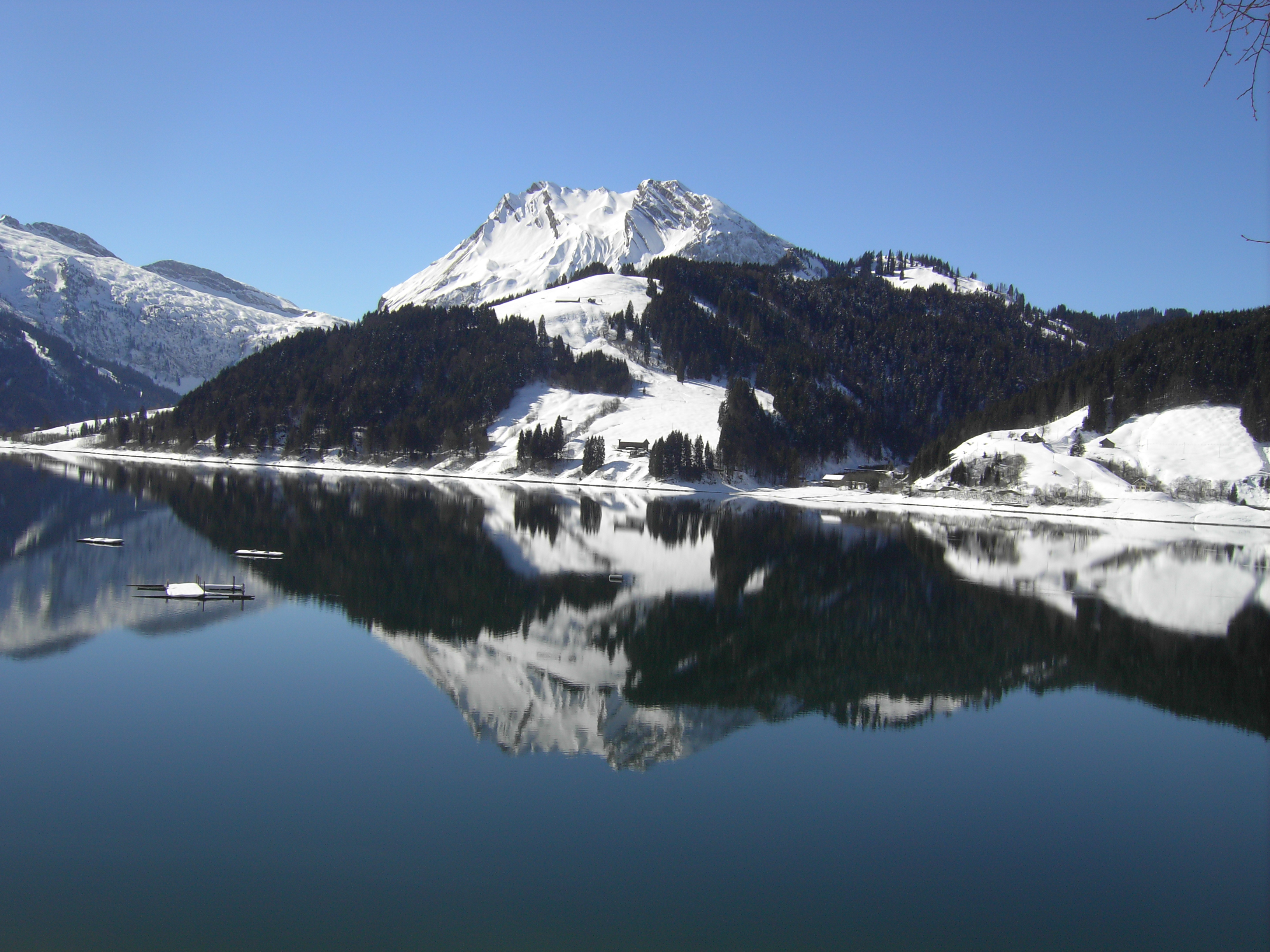

- Wägitalersee fishing and boat rental homepage （页面存档备份，存于）